# René Dosière

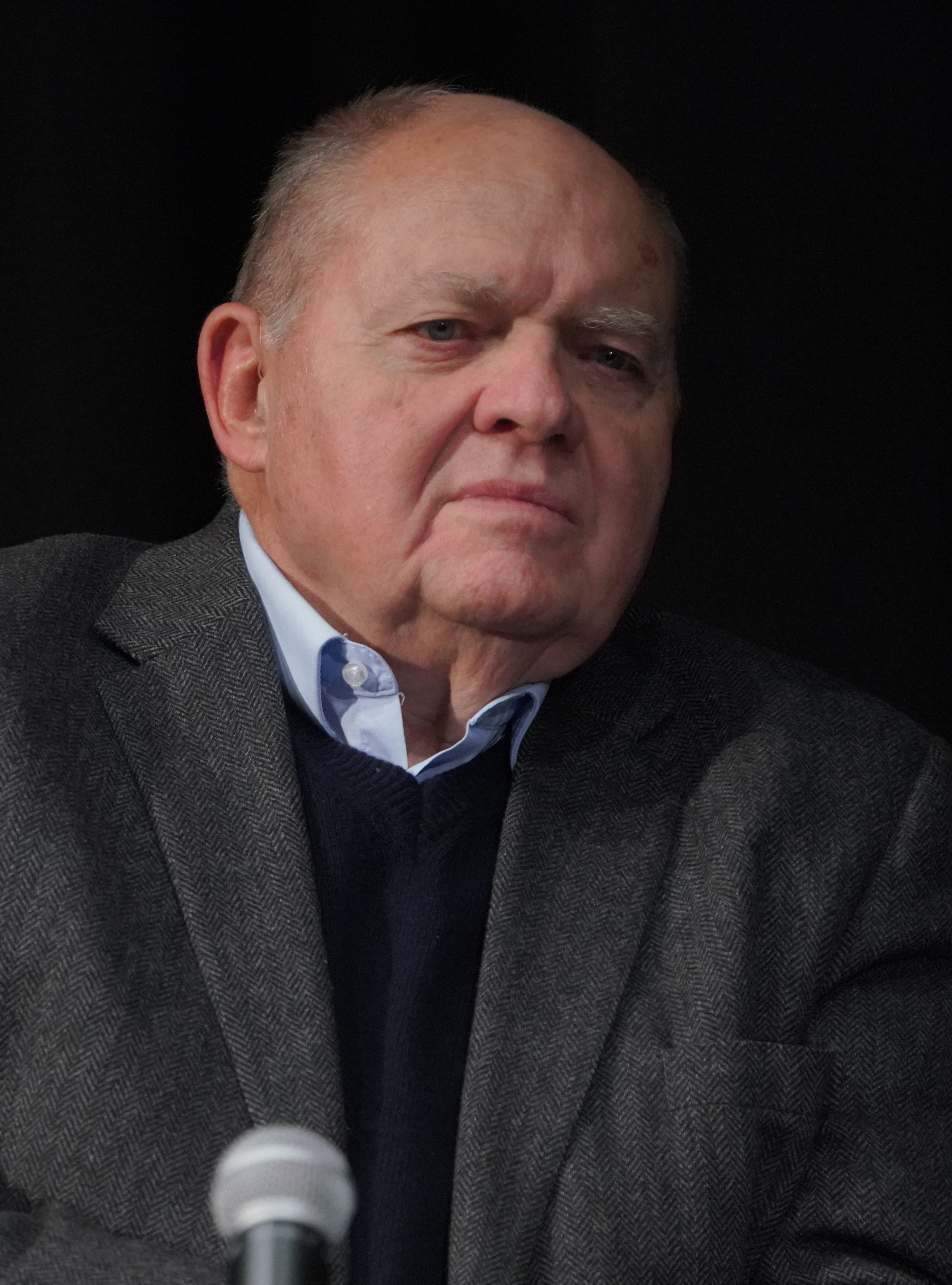
René Dosière, 2023

René Dosière (* 3. August 1941 in Origny-Sainte-Benoite, Aisne) ist ein französischer Politiker der Parti socialiste.
Dosière studierte an der Université Paris 1 Panthéon-Sorbonne. Vom 14. März 1983 bis 12. März 1989 war Dosière Bürgermeister von Laon. Dosière ist seit 12. Juni 1997 Abgeordneter in der Nationalversammlung.

## Werke (Auswahl)
- Le métier d'élu local, Paris, Le Seuil, janvier 2014, 180 S. (ISBN 978-2-02-112257-2)
- L’État au régime, Paris, Le Seuil, septembre 2012, ISBN 978-2-02-109265-3 édition de poche, Collection Points (n°P3088), Neuauflage 2013 (ISBN 978-2-7578-3611-8)
- L'Argent de l'État, Paris, Le Seuil, 2012, 300 S. ISBN 978-2-02-105018-9 édition de poche, Collection Points (n°P3013), Neuauflage April 2013 (ISBN 978-2-7578-3380-3)
- L'argent caché de l'Élysée, préface de Guy Carcassonne, Paris, Le Seuil, 2007, 176 S. ISBN 978-2-02-090857-3
- La Fiscalité locale, Paris, PUF, coll. Que sais-je ?, 1998, 127 S.
- La Commune et ses finances: guide pratique, René Dosière, Paris, Éditions locales de France, 1995 (Dominique Hoorens und Jean-Pierre Fourcade, Imprimerie Nationale, 2001; puis rééd. avec Dominique Hoorens et Bruno Anantharaman, et une préface de Gilles Carrez, Paris, Éditions du Moniteur, 2008), 445 S. ISBN 2-911065-00-X
- Le Conseil général, René Dosière, Jean-Claude Fortier, Jean Mastias, Paris, Éditions de l'Atelier, 1994, 288 S. ISBN 2-7082-3065-4
- Le Nouveau Conseil général, René Dosière, Jean-Claude Fortier, Jean Mastias, Paris, Éditions ouvrières, 1985, 243 S.
- La Commune, son budget, ses comptes: guide pratique d'analyse financière, René Dosière, François Giquel, Paris, Éditions ouvrières, 1982 (huitième édition refondue), 269 S. ISBN 2-7082-0133-6
- Mieux connaître le conseil général, René Dosière, Jean Mastias, Paris, Éditions ouvrières, 1978, 258 S. ISBN 2-7082-1996-0
- Connaissance de l'Aisne, René Dosière, Jean Mathieu, Laon, Service départemental d'aménagement rural, 1968, 416 S.